# Cmentarz Srebrzysko
Cmentarz Centralny Srebrzysko – cmentarz komunalny w Gdańsku, położony w dzielnicy Wrzeszcz Górny, na Srebrzysku, przy ul. Srebrniki 2. Drugi pod względem powierzchni największy cmentarz miasta, po Cmentarzu Łostowickim.
Cmentarz jest położony na malowniczo ukształtowanym obszarze leśnym sąsiadującym z Jaśkowym Lasem, Gajem Gutenberga (będącymi dawniej częścią kompleksu leśnego Lasów Oliwskich), Strzyską Górą, terenem wojskowym i szpitalem psychiatrycznym na Srebrzysku. Specyfiką cmentarza jest jego górzysto-leśne położenie i częściowo tarasowy układ nagrobków.
Wpisany do gminnej ewidencji zabytków.

## Historia
Został otwarty jako cmentarz miejski w 1924, na powierzchni kilkunastu hektarów. W okresie Wolnego Miasta Gdańska nosił niemiecką nazwę Zentralfriedhof. Przez pierwsze lata urządzona była tylko jego dolna część, przyległa do wejścia i głównej alei. Po wybuchu II wojny światowej i włączeniu Gdańska do III Rzeszy, cmentarz został zaplanowany dla żołnierzy Wehrmachtu poległych na różnych frontach oraz zasłużonych osób cywilnych. Pierwszych pochówków wojennych żołnierzy niemieckich, poległych podczas oblężenia Westerplatte, dokonano we wrześniu 1939.

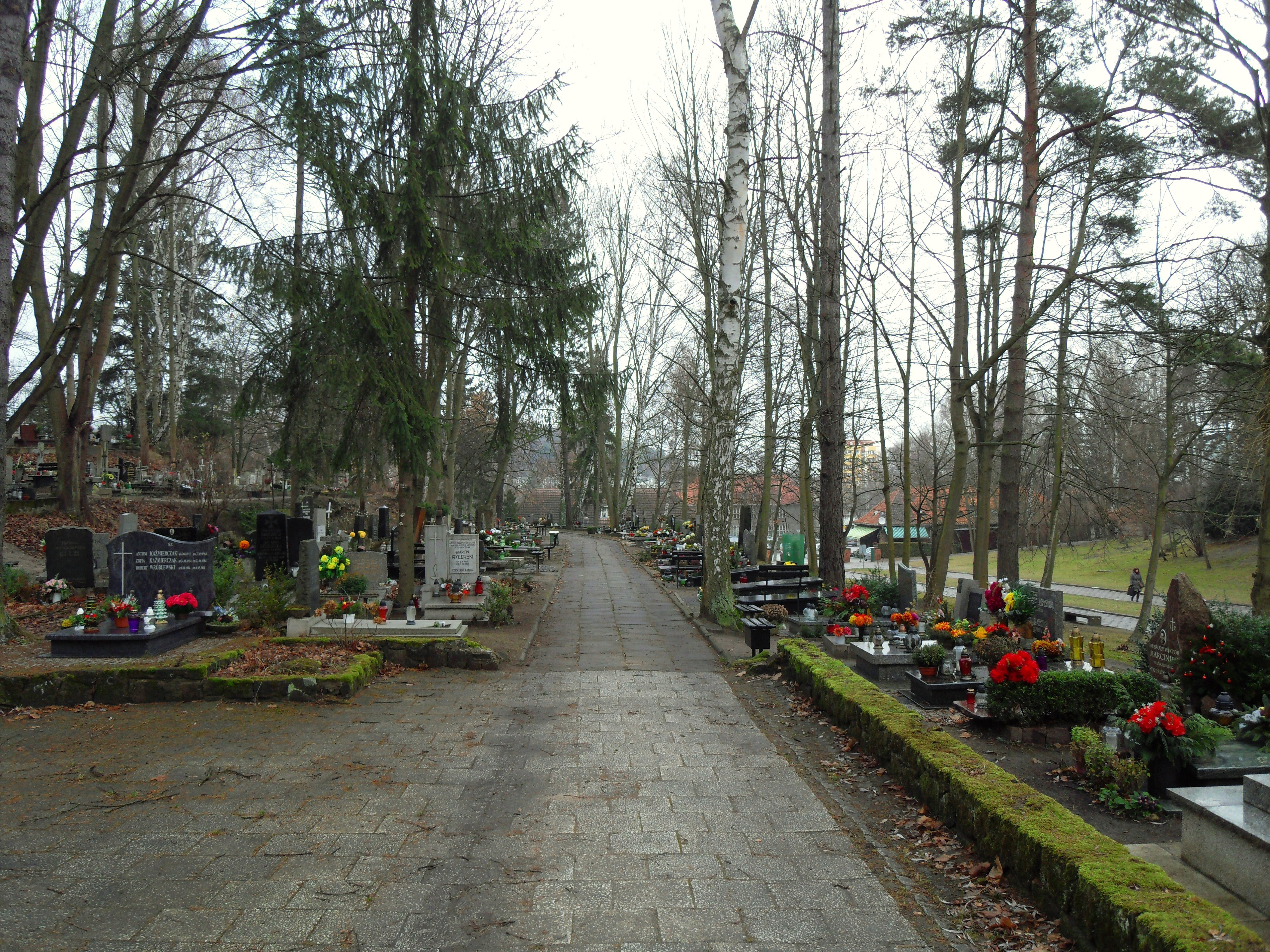
Aleja Zasłużonych

W 1940 zostało urządzone dojście i dojazd do cmentarza, ozdobione wzdłuż chodników wysokimi szpalerami grabów oraz zostało zbudowane centralnie położone rondo. W tym samym roku zostały zbudowane dwa parterowe, bliźniacze budynki z klinkierowej cegły, do obsługi cmentarza. W budynku po prawej zostały umieszczone sala przedpogrzebowa i kostnica. Do dalszej rozbudowy cmentarza wykorzystywano od drugiej połowy 1940 jeńców wojennych, głównie francuskich.
Do pochówków zmarłych, których dokonania życiowe znalazły uznanie ówczesnych władz, została utworzona „Aleja Zasłużonych” jako wyodrębniona kwatera.
W okresie PRL przy głównej alei cmentarnej przy krzyżu poświęconym ofiarom grudnia roku 1970 w okresie Wszystkich Świętych dochodziło do patriotycznych manifestacji religijnych.
Od 1945 do końca 2008 na cmentarzu pochowano łącznie około 60 000 osób. Do końca lat 70. cmentarz był główną nekropolią Gdańska (obecnie jest nią Cmentarz Łostowicki).
W październiku 2018 na cmentarzu, na końcu alei prowadzącej od głównej bramy, odsłonięto pomnik poświęcony gdańskim alpinistom.

## Pochowani na Cmentarzu Srebrzysko
- Ignacy Adamczewski (zm. 2000) – fizyk, profesor
- Zygmunt Adamski (zm. 1979) − inżynier, budowniczy portu w Gdyni
- Lech Bądkowski (zm. 1984) – pisarz, dziennikarz, działacz polityczny, kulturalny i społeczny
- Józef Chmiel (zm. 2013) – architekt
- Władysław Czermiński, ps. „Jastrząb” (zm. 1995) – porucznik AK
- Józef Czyżewski (zm. 1935, prochy złożone w 1957 po ekshumacji ze zlikwidowanego cmentarza św. Mikołaja) – drukarz, działacz Polonii gdańskiej
- Edward Dietz (zm. 1988) – proboszcz parafii ewangelicko-augsburskiej w Sopocie, senior diecezji pomorsko-wielkopolskiej
- Franciszek Duszeńko (zm. 2008) – rzeźbiarz, rektor  Akademii Sztuk Pięknych w Gdańsku
- Klemens Gniech (zm. 2007) – członek komitetu strajkowego w 1970 roku i dyrektor Stoczni Gdańskiej
- Józef Grzesiak, ps. „Czarny" (zm. 1975) – zasłużony instruktor harcerski
- Gunnar Heinsohn (zm. 2023) – niemiecki socjolog, ekonomista, demograf, pisarz i publicysta
- Paweł Huelle (zm. 2023) – polski pisarz i poeta[6]
- Franciszek Jamroż (zm. 2023) – polski działacz związkowy i samorządowy, prezydent Gdańska (1991–1994)[7][8]
- Janina Jarzynówna-Sobczak (zm. 2004) – choreograf, kierownik baletu Opery i Filharmonii Bałtyckiej
- Zdzisław Kieturakis (zm. 1971) – profesor zwyczajny, chirurg, nauczyciel akademicki
- Jan Kilian (zm. 2020) – polityk, przedsiębiorca, samorządowiec, poseł na Sejm VIII kadencji
- Dariusz Kobzdej (zm. 1995) – działacz opozycyjny, więzień polityczny, lekarz
- Marian Korejwo (zm. 2000) –  żołnierz AK, kawaler Orderu Virtuti Militari
- Olga Krzyżanowska (zm. 2018) – lekarka, opozycjonistka w PRL, wicemarszałkini Sejmu RP
- Anna Kurska (zm. 2016) – senator V i VI kadencji, matka Jacka i Jarosława Kurskich
- Zbigniew Kuźmiński (zm. 2005) – reżyser filmowy i scenarzysta
- Lucyna Legut (zm. 2011) – aktorka, malarka i pisarka
- Mieczysław Łomowski (zm. 1969) – lekkoatleta, olimpijczyk
- Mieczysław Michalski (zm. 2011) – przewodnik turystyczny
- Stanisław Michalski (zm. 2011) – aktor, dyrektor Teatru Wybrzeże
- Adam Międzybłocki (zm. 1956) – malarz
- Irena Molga (zm. 2014) – polska artystka, malarka i projektantka
- Jacek Namieśnik (zm. 2019) – chemik, profesor nauk chemicznych, rektor Politechniki Gdańskiej w latach 2016–2019
- Sławoj Ostrowski (zm. 2018) – artysta rzeźbiarz, profesor Akademii Sztuk Pięknych w Gdańsku
- Róża Ostrowska (zm. 1975) – aktorka, pisarka
- Marian Pelczar (zm. 1983) – historyk, wieloletni dyrektor Biblioteki Gdańskiej PAN
- Alina Pienkowska (zm. 2002) – działaczka opozycyjna w latach PRL, senator
- Zenon Plech (zm. 2020) – żużlowiec Wybrzeża Gdańsk oraz reprezentant Polski na żużlu i trener sportu żużlowego
- Karol Rómmel (zm. 1967) – oficer Wojska Polskiego, jeździec, trzykrotny olimpijczyk, młodszy brat generała Juliusza Rómmla
- Arkadiusz Rybicki (zm. 2010) – działacz społeczny i samorządowy, poseł, szef Parlamentarnej Grupy ds. Autyzmu
- Jacek Rybicki (zm. 2024) – polityk, działacz związkowy, nauczyciel, poseł
- Sat-Okh (zm. 2003) – żołnierz AK, pisarz, gawędziarz, artysta
- Marian Seredyński (zm. 1959) – działacz patriotyczny, dyrektor Polskiej Szkoły Handlowej w Wolnym Mieście Gdańsku
- Franciszek Sędzicki (zm. 1957) – poeta i pisarz kaszubski, dziennikarz
- Edward Sitek (zm. 2002) – artysta rzeźbiarz, profesor Akademii Sztuk Pięknych w Gdańsku
- Nikodem Skotarczak (zm. 1998) – gangster
- Stanisław Sołdek (zm. 1970) – budowniczy statków
- Jacek Starościak (zm. 2021) – prezydent Gdańska w l. 1990–1991
- Ryszard Stryjec (zm. 1997) – grafik, malarz, rzeźbiarz, ceramik
- Piotr Świąc (zm. 2021) – dziennikarz
- Wiktor Tołkin (zm. 2013) – rzeźbiarz, architekt
- Izabella Trojanowska (zm. 1995) – dziennikarka, pisarka, tłumaczka, prezes Zarządu Głównego Zrzeszenia Kaszubsko-Pomorskiego
- Anna Walentynowicz (zm. 2010) – działaczka Wolnych Związków Zawodowych
- Halina Winiarska (zm. 2022) – aktorka, Honorowy Obywatel Gdańska[9]
- Genowefa Weltrowska (zm. 1993) – uczestniczka pomorskiej konspiracji antyniemieckiej
- Tomasz Wojdakowski (zm. 2015) – działacz antykomunistyczny i polonijny w USA
- Zbigniew Żakiewicz (zm. 2010) – pisarz katolicki i kresowy, filolog rosyjski